# Шахово (Кромской район)
Шахово — село в Кромском районе Орловской области России. 
Входит в Шаховское сельское поселение в рамках организации местного самоуправления и в Шаховский сельсовет в рамках административно-территориального устройства.

## История
Является одним из старейших населённых пунктов в окрестности: нанесена ещё на карту Орловской провинции.

## Описание
Основная часть села находится в 10 км к северо-востоку от пгт Кромы и в 25 км к юго-западу от Орла, на левом берегу Оки в месте впадения в неё реки Ицка. На северо-западе к селу почти примыкает деревня Ульяновка (центр сельского поселения), за которой проходит автодорога М2 «Крым» (Москва — граница с Украиной).
В 3 км к востоку от основной части, в лесистой местности расположена отдалённая часть села — бывший посёлок подсобного хозяйства Облисполкома. В 1 км от неё находится ж.-д. платформа 115 км на линии Москва — Льгов.
В восточной части села находятся колония-поселение № 3 (на 400 мест) и женская исправительная колония № 6 (на 900 мест).

## Население
| 2002 | 2010  |
| ---- | ----- |
| 2693 | ↘2053 |

Численность населения села без учёта лиц, содержащихся под стражей, составляла в 2010 году около 750 человек (русские — 97 %)